# Мемориал Макарова
Мемориал Олега Макарова — ежегодный зимний турнир по футболу, основанный в честь известного украинского футболиста и тренера Олега Макарова. Проводится с 1996 года под эгидой Киевской областной федерации футбола.

## История
Впервые турнир был проведён в начале 1996 года, через 3 месяца после смерти Олега Макарова. Идея создания соревнования принадлежала бывшему руководителю Киевской областной федерации футбола Николаю Кирсанову. Первым победителем стал житомирский «Химик», победивший в финале киевский ЦСКА в серии послематчевых пенальти. Больше всего побед в истории получил «Динамо-2» (Киев), становившийся победителем турнира 6 раз.
Кроме основных наград, которые разыгрываются в финальном матче турнира, был утвержден ряд индивидуальных призов, главным из которых является «Приз лучшего вратаря турнира». Кроме того, ещё один вратарь получает персональный приз от семьи Макарова. Также награждаются лучший игрок и лучший бомбардир турнира.
Количество команд не регламентировано и варьируется из года в год. Наибольшее количество клубов принимало участие в Мемориале Макарова в 2015 году — 23. Команды в основном представляют Украину, однако в некоторых розыгрышах участвовали и коллективы из ближнего зарубежья.

## Финалы
| Год  | Дата и место проведения              | Победитель                   | Счёт           | Финалист                     | Лучший вратарь                                                             |
| ---- | ------------------------------------ | ---------------------------- | -------------- | ---------------------------- | -------------------------------------------------------------------------- |
| 1996 | 1996                                 | «Химик» (Житомир)            | 0:0 3:1 (пен.) | ЦСКА (Киев)                  | Аркадий Баталов «Химик» (Житомир)                                          |
| 1997 | январь 1997                          | «Оболонь» (Киев)             | 1:0            | «Десна» (Чернигов)           | Руслан Новиков «Оболонь» (Киев)                                            |
| 1998 | январь 1998                          | «Динамо-2» (Киев)            | 0:0 4:2 (пен.) | «Факел» (Варва)              | Всеволод Романенко «Динамо-2» (Киев)                                       |
| 1999 | 1 февраля 1999                       | «Оболонь-Смена» (Киев)       | 1:0            | ФК «Черкассы»                | Дмитрий Козаченко «Оболонь-Смена» (Киев)                                   |
| 2000 | январь 2000                          | «Оболонь-Смена» (Киев)       | 0:0 3:1 (пен.) | «Борисфен» (Борисполь)       | Юрий Клименко «Оболонь-Смена» (Киев)                                       |
| 2001 | январь 2001                          | «Ригонда» (Белая Церковь)    | 1:1 5:4 (пен.) | ЦСКА-3 (Киев)                | Руслан Новиков «Ригонда» (Белая Церковь)                                   |
| 2002 | 27 января 2002 УТБ ФК «Динамо», Киев | «Динамо-2» (Киев)            | 1:1 4:2 (пен.) | «Борисфен» (Борисполь)       | Александр Шовковский «Динамо-2» (Киев)                                     |
| 2003 | 28 января 2003 УТБ ФК «Динамо», Киев | «Борисфен» (Борисполь)       | 0:0 4:2 (пен.) | «Система-Борекс» (Бородянка) | Андрей Оникиенко «Борисфен» (Борисполь)                                    |
| 2004 | 25 января 2004 УТБ ФК «Динамо», Киев | «Нафком-Академия» (Ирпень)   | 5:2            | «Альянс» (Киев)              | Артём Андрухненко «Альянс» (Киев)                                          |
| 2005 | январь 2005 УТБ ФК «Динамо», Киев    | «Динамо-3» (Киев)            | 2:0            | ЦСКА (Киев)                  | Марьян Марущак ЦСКА (Киев)                                                 |
| 2006 | 31 января 2006 УТБ ФК «Динамо», Киев | «Динамо-2» (Киев)            | 5:1            | «Динамо-3» (Киев)            | Александр Абрамишвили «Гагра» (Тбилиси)                                    |
| 2007 | 28 января 2007 УТБ ФК «Динамо», Киев | «Динамо-2» (Киев)            | 3:1            | «Динамо-4» (Киев)            | Денис Бойко «Динамо-2» (Киев)                                              |
| 2008 | 29 января 2008 УТБ ФК «Динамо», Киев | «Оболонь» (Киев)             | 5:2            | «Грань» (Макаров)            | Павел Поштаренко «Грань» (Макаров)                                         |
| 2009 | 27 января 2009 УТБ ФК «Динамо», Киев | «Динамо-2» (Киев)            | 3:0            | «Динамо (мол.)» (Киев)       | Денис Бойко «Динамо-2» (Киев)                                              |
| 2010 | 27 января 2010 УТБ ФК «Динамо», Киев | «Динамо (мол.)» (Киев)       | 1:1 4:3 (пен.) | «Десна» (Чернигов)           | Артур Рудько «Динамо (мол.)» (Киев)                                        |
| 2011 | 26 января 2011 УТБ ФК «Динамо», Киев | ФК «Путровка»                | 2:1            | ФК «Львов»                   | Василий Скибенко ФК «Путровка»                                             |
| 2012 | 25 января 2012 УТБ ФК «Динамо», Киев | «Интеграл» (Синява)          | 2:1            | «Арсенал» (Белая Церковь)    | Юрий Яковчук «Интеграл» (Синява)                                           |
| 2013 | 29 января 2013 УТБ ФК «Динамо», Киев | «Динамо-2» (Киев)            | 3:1            | «Десна» (Чернигов)           | Артём Кичак «Динамо-2» (Киев)                                              |
| 2014 | 26 января 2014 УТБ ФК «Динамо», Киев | «Десна» (Чернигов)           | 2:1            | «Динамо-2» (Киев)            | Андрей Федоренко «Десна» (Чернигов)                                        |
| 2015 | 28 января 2015 УТБ ФК «Динамо», Киев | «Колос» (Коваливка)          | 2:2 8:7 (пен.) | «Арсенал» (Киев)             | Владимир Гребенюк «Колос» (Коваливка), Александр Мусиенко «Арсенал» (Киев) |
| 2016 | 27 января 2016 УТБ ФК «Динамо», Киев | «Олимпик» (Донецк)           | 5:2            | «Десна» (Чернигов)           | Олег Шевченко «Десна» (Чернигов)                                           |
| 2017 | 29 января 2017 УТБ ФК «Динамо», Киев | «Колос» (Коваливка)          | 3:0            | ФК «Тернополь»               | Антон Яшков «Колос» (Коваливка)                                            |
| 2018 | 28 января 2018 УТБ ФК «Динамо», Киев | «Колос» (Коваливка)          | 3:0            | «Десна» (Чернигов)           | Антон Яшков «Колос» (Коваливка)                                            |
| 2019 | 26 января 2019 Диназ, Лютеж          | Студенческая сборная Украины | 3:0            | Диназ (Вышгород)             | Вадим Солдатенко Студенческая сборная Украины                              |